# Screaming for Vengeance
Screaming for Vengeance is het achtste studioalbum van de Britse heavymetalband Judas Priest, uitgebracht in 1982. Het album betekende hun grote doorbraak. "You've Got Another Thing Comin'" werd een grote hit en geldt nu nog steeds als het bekendste nummer van Judas Priest. Met het tweeluik The Hellion/Electric Eye wordt vaak de liveshow van Judas Priest geopend. Dit is het enige album van Judas Priest dat dubbel platina werd, en het is tevens hun succesvolste album.

## Tracklisting
1. "The Hellion" – :41
2. "Electric Eye" – 3:39
3. "Riding on the Wind" – 3:07
4. "Bloodstone" – 3:51
5. "(Take These) Chains" – 3:07
6. "Pain and Pleasure" – 4:17
7. "Screaming for Vengeance" – 4:43
8. "You've Got Another Thing Comin'" – 5:09
9. "Fever" – 5:20
10. "Devil's Child" – 4:48

### Bonusnummers op de uitgave uit 2001
1. "Prisoner of Your Eyes" – 7:12
2. "Devil's Child" (Live) – 5:02